# In Search of the Soul Trees
In Search of the Soul Trees is het zesde muziekalbum van de Japanse muziekgroep Asturias. Het album is opgenomen in diverse studio’s in Japan en Europa en verscheen in Japan op het platenlabel Poseidon Records, gespecialiseerd in progressieve rock. In de rest van de wereld kan men de compact disc bestellen voor een wat aangenamere prijs bij Musea Records.
De leider van de band Yoh Ohyama kan in een adem genoemd worden als de Mike Oldfield van Japan. Behalve dat ook hij een behoorlijk aantal muziekinstrumenten bespeelt, lijkt zijn muziek ook op die van Oldfield. De laatste jaren worden er muziekinstrumenten uit de klassieke muziek gebruikt, hetgeen een vergelijking mogelijk maakt met het album The Snow Goose van Camel. Het album is bijna geheel instrumentaal; er wordt hier en daar wel tekstloos gezongen.

## Musici
- Yoh Ohyama – gitaar, basgitaar, mandoline, glockenspiel, cello, percussie
- Haruhiko Tsuda (van Shingetsu) – gitaar
- Tsutomu Kurhara (van Lu7) – gitaar
- Satoshi Hirata (van Flat122), Akra Hanamoto – mellotron
- Yoshihiro Kavagoe – piano
- Kaori Tsutsui – klarinet, blokfluit
- Kyoko Itoh – viool
- Misa Kitasuji – viool
- Shigeso –Sasaki – slagwerk
- Aya Nasuno – percussie
- Kyoko Itoh, Hassy – stemmen.

## Composities
Allen van Ohyama
1. Part 1 (23:14)
  1. Spirits,
  2. Revelation,
  3. Reincarnation,
  4. Fountain,
  5. Woods
2. Part 2 (27:15)
  1. Pilgrimage,
  2. Paradise,
  3. Storm,
  4. Soul Trees,
  5. Dawn